# Vincent Calvino
Vincent Calvino ist der Name einer Reihe von Kriminalromanen, in denen der gleichnamige Privatdetektiv die Hauptrolle spielt. Verfasst wurde sie von Christopher G. Moore. Calvino ist ein jüdisch-italienischer Ex-Anwalt aus New York. Er gab seinen ursprünglichen Beruf auf und wurde Privatdetektiv in Bangkok. Das erste Mal tauchte der Name 1992 im Buch Spirit House auf. Dies war das erste Buch der Reihe und wurde dann später als Haus der Geister auf den deutschsprachigen Markt gebracht. Der elfte Fall des Vincent Calvino kam 2010 als The Corruptionist auf den englischsprachigen Markt. Auf Deutsch sind bis 2010 erschienen: Haus der Geister (Spirit House), Stunde Null in Phnom Penh (Zero hour in Phnom Penh) und Nana Plaza (Cold Hit).

## Die Vincent Calvino Detektivserie
Christopher G. Moores Calvino Reihe ist Kriminalliteratur in westlicher Tradition, aber neu erfunden im exotischen und realistischen Südostasien. Die Reihe ist einer der ersten unter englischsprachigen Kriminalromanen, die Elemente des Roman noir in die Welt der südostasiatischen Kriminalliteratur bringt. Die Reihe ist dunkel und realistisch, verflochten mit zeitnahen internationalen und lokalen Ereignissen. Romane aus der Reihe sind in 12 Sprachen erhältlich, darunter Französisch, Japanisch, Chinesisch, Thai und Türkisch. In Deutsch ist Haus der Geister, Stunde Null in Phnom Penh und Nana Plaza erhältlich. Stunde Null in Phnom Penh gewann 2004 den dritten Platz des Deutschen Krimi Preises in der Kategorie International.

## Die Hauptperson
Calvino weist viele Charaktereigenschaften traditioneller, hartgesottener Detektive auf, wie zum Beispiel seinen exzessiven Alkoholkonsum und seinen leidenschaftlichen Sinn für Gerechtigkeit.
Calvino wurde auch schon mit Raymond Chandlers Philip Marlowe, Dashiell Hammetts Sam Spade und Mickey Spillanes Mike Hammer verglichen.
Doch seine detektivischen Ermittlungen finden in ungewöhnlicher Umgebung statt. Anstatt Kriminalfälle in seinem Heimatland zu lösen, finden seine Ermittlungen in einem Umfeld mit extremen kulturellen und sprachlichen Unterschieden zu seiner Heimat statt. Er arbeitet hauptsächlich in Bangkok, Thailand aber gelegentlich verschlägt es ihn auch in die südostasiatische Nachbarschaft wie Kambodscha (Zero Hour in Phnom Penh / Stunde Null in Phnom Penh) oder Vietnam (Comfort Zone).
Calvino ist eher ein Antiheld als ein Held und ein schwieriger Charakter. Als guter Detektiv hat er ein Auge für Details und eine durchdringende Intelligenz. Er wirkt auf den ersten Blick roh und zynisch. In Wirklichkeit ist er jedoch fürsorglich und hat einen ausgeprägten Sinn für Fairness und Richtig und Falsch. Er zögert nicht sich selbst in Gefahr zu bringen um das Richtige zu tun.
Als ein Farang in Bangkok findet sich Calvino in einem Labyrinth von Lokalpolitik, Betrug, und flüchtigen Beziehungen wieder. Calvino passt sich sehr schnell an, hat Interesse an der Thai Kultur und lernt schnell.
Calvino gibt zu, dass er ohne seinen besten Freund Colonel Prachai oder Pratt, einen ehrlichen und gut vernetzten Thai Polizisten, wohl nie überleben würde. Pratt zeichnet sich durch seine Shakespeare Zitate und sein Saxophonspielen aus. Er rettet Calvino regelmäßig aus brenzligen Situationen.

### Calvinos Umfeld
Calvino lebt am Rand der thailändischen Gesellschaft und nimmt vor allem Fälle von Farangs an. Er mischt sich unter die zwielichtigen Charaktere, die auf der Schattenseite der Gesellschaft zu finden sind. Seine Welt ist eine Welt der Auslandskorrespondenten, Diplomaten, Englischlehrer, Abenteurer, Betrunkenen, Trickbetrüger, Prostituierten und Kathoeys. Auch die einflussreiche Familien- und Geschäftskultur in Thailand wird neben den zahlreichen Einblicken in die Thai Sprache und Kultur behandelt.

## Pressestimmen
„Eine große Leistung ist es, die komplizierte Gesellschaftsstruktur Thailands, die exotische Mentalität, das so fremd scheinende Leben der Thais, dem Leser so nah zu bringen, dass er sich in Thailand fast heimisch fühlen könnte. Die andere, nicht zu unterschätzende, große Leistung: Christopher G. Moore hat den klassischen Private-Eye-Roman ins 21. Jahrhundert gerettet und mit neuem Ort und aktueller Handlung frisches Blut zugeführt. Große Klasse!“ (Krimi-Couch.de)
„Moores Vincent Calvino Romane… sind frische, stimmungsvolle Unterhaltung in einem Bangkok Noir.“ (The Guardian)
„Christopher G. Moore versteht die örtliche Mentalität ebenso wie die Thais selbst… Er analysiert ihre Sitten, ihren Glauben und Aberglauben, ihre Einstellungen und Handlungen unermüdlich.“ (The Bangkok Post)

## Die einzelnen Bücher
1 - Spirit House. 1992. ISBN 974-8495-58-2
Deutsche Übersetzung: Haus der Geister ISBN 978-3-293-20168-2
2 - Asia Hand. 1993. ISBN 974-87171-2-7
3 - Zero Hour in Phnom Penh (Originaltitel: Cold Cut). 1994. ISBN 974-87116-3-3
Deutsche Übersetzung: Stunde Null in Phnom Penh. ISBN 978-3-293-20260-3
4 - Comfort Zone. 1995. ISBN 974-87754-9-6
5 - The Big Weird. 1996. ISBN 978-974-8418-42-1
6 - Cold Hit. 1999. ISBN 974-92104-1-7
Deutsche Übersetzung: Nana Plaza ISBN 978-3-293-20204-7
7 - Minor Wife. 2002. ISBN 974-92126-5-7
8 - Pattaya 24/7. 2004. ISBN 978-974-8418-41-4
9 - The Risk of Infidelity Index. 2007 ISBN 974-94840-0-2
Deutsche Übersetzung: Der Seitensprung Index. ISBN 978-1-69652-774-3 / Der Untreue-Index ISBN 978-3-293-20607-6
10 - Paying Back Jack. 2009. ISBN 978-974-312-920-9
11 - The Corruptionist. 2010. ISBN 978-616-90393-3-4
12 - 9 Gold Bullets. 2011 ISBN 978-616-90393-7-2
13 - Missing In Rangoon. 2013 ISBN 978-616-7503-17-2
14 - Jumpers. 2016 ISBN 978-616-7503-34-9.
Deutsche Übersetzung: Springer. ISBN 978-1-69451-177-5
15 - Dance Me to the End of Time. 2020 ISBN 978-616-7503-39-4.